# 엄마는 아이돌
《엄마는 아이돌》은 2021년 12월 10일부터 2022년 2월 4일까지 tvN에서 방영된 텔레비전 프로그램이다.

## 기획의도
출산과 육아로 잠시 우리 곁을 떠났던 스타들이 완성형 아이돌로 돌아오는 레전드 맘들의 컴백 프로젝트

## 진행자
- 도경완
- WOODZ
- 이찬원
- 홍진경

## 출연진

### 그룹마마돌
- 가희
- 박정아
- 선예
- 현쥬니
- 별
- 양은지

## 컴백 마스터
- 배윤정
- 박선주
- 한원종
- 서용배
- 김도훈

## 시청률
아래의 파란색 숫자는 '최저 시청률'이고, 빨간색 숫자는 '최고 시청률'입니다. 시청률조사회사와 지역별로 시청률에 차이가 있을 수 있습니다.
| 2021년 | 2021년    | 2021년         | 2021년       |
| 회차   | 방송일    | AGB 시청률     | AGB 시청률   |
| 회차   | 방송일    | 대한민국(전국) | 서울(수도권) |
| ------ | --------- | -------------- | ------------ |
| 제1회  | 12월 10일 | %              | %            |
| 제2회  | 12월 17일 | %              | %            |
| 제3회  | 12월 24일 | %              | %            |
| 2022년 |           |                |              |
| 제4회  | 1월 7일   | %              | %            |
| 제5회  | 1월 14일  | %              | %            |
| 제6회  | 1월 20일  | %              | %            |
| 제7회  | 1월 28일  | %              | %            |
| 제8회  | 2월 4일   | %              | %            |

## 결방 및 편성 변경

### 2021년
- 12월 31일 : 특집 영화 엑시트 방송으로 결방.

### 2022년
- 1월 21일 : 축구 중계로 하루 전날 1월 20일 밤 8시 40분 방송